# Continental Airlines-vlucht 3407
Continental Airlines vlucht 3407 was een Amerikaanse regionale vlucht van Newark (New Jersey) naar Buffalo (New York), die op 12 februari 2009 verongelukte in Clarence Center (New York).
De vlucht werd uitgevoerd door Colgan Air onder een code sharingovereenkomst met Continental Airlines. Het vliegtuig verongelukte net voordat het zou landen op Buffalo Niagara International Airport. Bij de crash kwamen alle 49 inzittenden (44 passagiers, 4 bemanningsleden en 1 meevliegende piloot) van het vliegtuig om, alsmede één persoon op de grond. Onder de slachtoffers waren mensenrechtenactiviste Alison Des Forges en de muzikanten Coleman Mellett en Gerry Niewood, beiden o.a. lid van de begeleidingsband van Chuck Mangione.

## Oorzaak
Hoewel het vermoeden bestond dat ijsvorming op de vleugels een rol had gespeeld, was de hoofdoorzaak niet direct duidelijk. Het betrokken vliegtuig, een Dash 8 Q400 gebouwd door het Canadese bedrijf Bombardier, was uitgerust met een geavanceerd systeem om ijsvorming tegen de gaan.
Op 19 februari 2009 werd bekend dat de piloot waarschijnlijk verkeerd reageerde toen de automatische besturing de neus van het vliegtuig naar beneden duwde om snelheid te winnen. De piloot greep in door de neus weer op te trekken, waardoor de snelheid van het vliegtuig verder afnam - waarschijnlijk tot onder de Vs-snelheid, met als resultaat dat overtrek (stall) optrad, wat wil zeggen dat de snelheid te laag was om in de lucht te blijven.